# Isabelle Wahlf
Isabelle Linnéa Wahlf, född 11 november 1986 i Bromsten i Stockholm, är en svensk TV-producent och programledare. Hon är uppvuxen i Runtuna i Nyköping och har tidigare varit aktiv som sexualrådgivare i Veckorevyn (2012–2019) och på RFSL Ungdom. Wahlf var även producent för den omdiskuterade SVT Edit-dokumentären Orgasmgarantin som släpptes på SVT Play den 2 oktober 2019 och var den mest streamade Edit dokumentären samma år.   
Numera arbetar hon som kreativ chef på Universal music.   

## Produktioner (i urval)
- 2011 – 2013  Ligga med P3-samtalet
- 2013 – Hångla i P3
- 2014 – 2015 Radio Skanstull
- 2017 –  ”Riktigt bra sex”, SVT, tillsammans med Anna Dahlbäck och Amanda Colldén i Alla våra ligg, Producent Min Squad, SVT.
- 2018 – Sex med Smail, Viaplay, Programledare SVT Edit ”Kan Isabelle göra en sexig sexscen?”
- 2016–2019 – TV producent SVT minoriteter och SVT Edit